# Чернетчинский сельский совет (Краснопольский район)
Чернетчинский сельский совет (укр. Чернеччинська сільська рада) — входит в состав
Краснопольского района
Сумской области
Украины.
Административный центр сельского совета находится в 
с. Чернетчина
.

## Населённые пункты совета
- с. Чернетчина
- с. Гапоновка
- с. Мозговое
- с. Ясенок